# Dana Delany
Dana Delany, född 13 mars 1956 i New York, är en amerikansk tvåfaldigt Emmybelönad skådespelare. Delany är bland annat känd för sin medverkan i TV-serier som China Beach, Desperate Housewives och Body of Proof, hon har också medverkat i ett antal filmer.

## Filmografi i urval
- 1985 – Par i brott (TV-serie) (1 avsnitt)
- 1986–1987 – Magnum (TV-serie) (2 avsnitt)
- 1988–1991 – China Beach (TV-serie) (62 avsnitt)
- 1992 – Light Sleeper
- 1992 – Snyltgästen
- 1992 – Skål (TV-serie) (1 avsnitt)
- 1993 – Batman möter mörkrets hämnare (röstroll)
- 1993 – Tombstone
- 1993 – Wild Palms (TV-serie) (5 avsnitt)
- 1994 – Exit to Eden
- 1995 – Choices of the Heart: The Margaret Sanger Story
- 1996 – Den långa resan
- 1996–2000 – Stålmannen (TV-serie) (röstroll, 44 avsnitt)
- 1997 – True Women (TV-film)
- 1998 – Wide Awake
- 2003–2005 – Justice League (TV-serie) (röstroll, 7 avsnitt)
- 2003 – Spin
- 2004 – Boston Legal (TV-serie) (1 avsnitt)
- 2004 – Law & Order: Special Victims Unit (TV-serie) (1 avsnitt)
- 2005–2006 – Related (TV-serie) (2 avsnitt)
- 2006 – Battlestar Galactica (TV-serie) (1 avsnitt)
- 2006 – The L Word (TV-serie) (1 avsnitt)
- 2007–2012 – Desperate Housewives (TV-serie) (55 avsnitt)
- 2007 – The Batman (TV-serie) (röstroll, 1 avsnitt)
- 2008 – A Beautiful Life
- 2010 – Camp Hell
- 2010 – Castle (TV-serie) (2 avsnitt)
- 2010 – Drunkboat
- 2010 – Multiple Sarcasms
- 2011–2013 – Body of Proof (TV-serie) (42 avsnitt)
- 2012 – Freelancers
- 2014–2017 – Hand of God (TV-serie) (20 avsnitt)
- 2018 – Bull (TV-serie) (1 avsnitt)
- 2019 – The Code (TV-serie) (12 avsnitt)
- 2022–2024 – Tulsa King (TV-serie) (11 avsnitt)
- 2024 – The Union

## Galleri

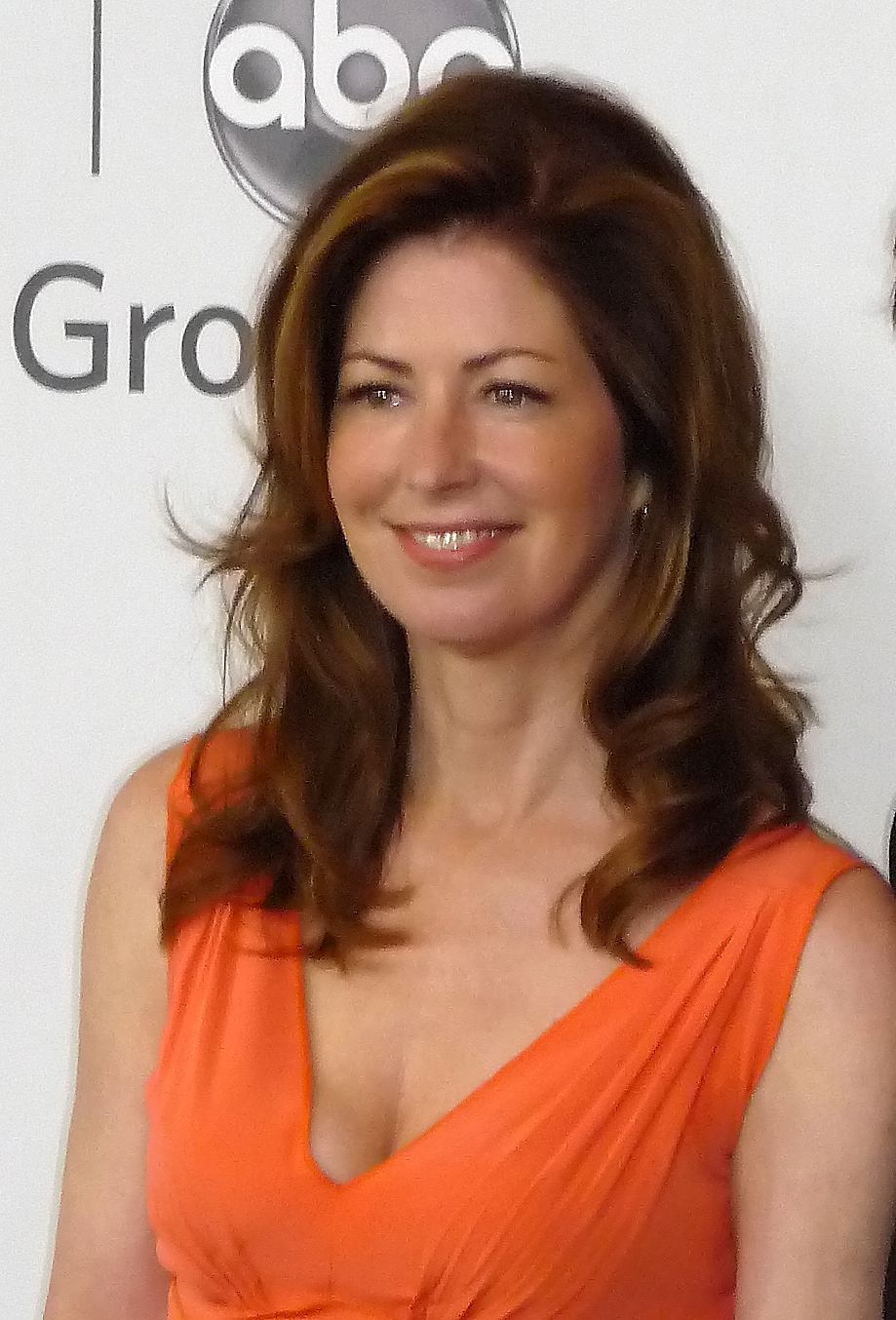
Dana Delany, 2010.
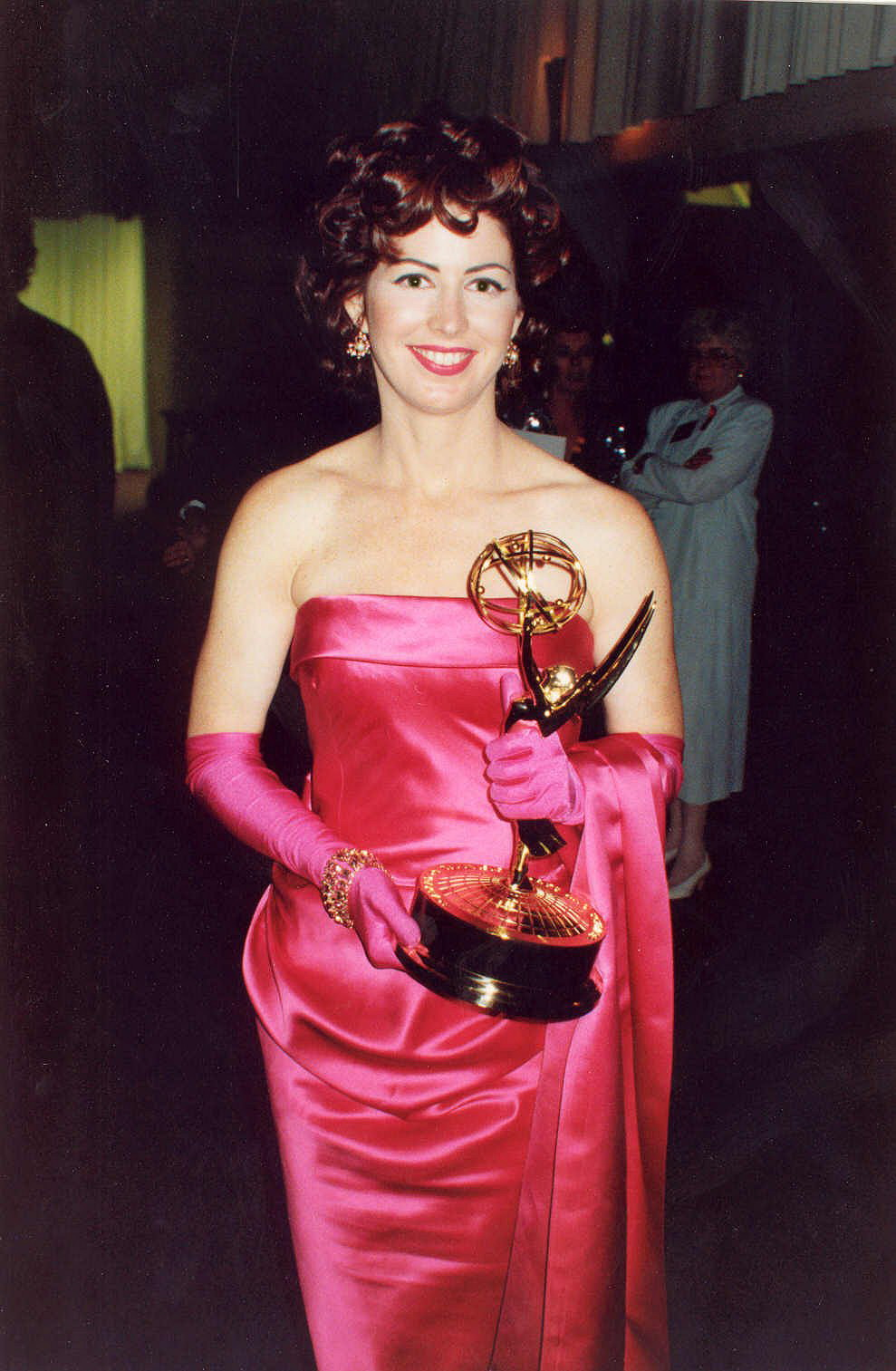
Dana Delany, 1992.